# Акимов Ілля Миколайович
Ілля Миколайович Акимов (1 жовтня 1898, село Нікольське Московського повіту Московської губернії, тепер Московської області, Російська Федерація — 1 травня 1962, місто Москва, Російська Федерація) — радянський державний діяч, народний комісар текстильної промисловості СРСР. 

## Біографія
Народився в родині робітника. З 1913 по 1914 рік був учнем слюсаря торфопідприємства (торфорозробок) у Богородському повіті Московської губернії.
У 1917 році закінчив Московське прядильно-ткацьке училище. З серпня 1917 року працював помічником механіка Купавінської сукняної фабрики Московської губернії.
У 1918—1920 роках служив у Червоній армії шофером на Західному та Південному фронтах.
У 1920—1922 роках — помічник завідувача торфорозробок у Богородському повіті Московської губернії. 
У 1922—1925 роках — завідувач господарства, помічник технічного керівника Купавінської сукняної фабрики Московської губернії.
У 1925—1927 роках — помічник технічного керівника, в 1927—1932 роках — технічний керівник ткацько-прядильної фабрики «Пролетар» Серпуховського району Московської області.
Член ВКП(б) з 1927 року.
У 1932—1933 роках — заступник директора Ленінградської фабрики «Червоний ткач» із технічної частини.
У 1933—1934 роках — старший інженер, начальник виробничо-технічного відділу, в 1934—1936 роках — заступник керуючого, головний інженер суконного тресту «Моссукно».
У 1936—1937 роках — головний інженер Головного шерстяного управління (Головшерсті) Народного комісаріату легкої промисловості СРСР.
У 1937—1938 роках — головний інженер — заступник начальника Головшерсті Народного комісаріату легкої промисловості РРФСР.
З вересня по грудень 1938 року — заступник народного комісара легкої промисловості РРФСР.
У грудні 1938 — січні 1939 року — заступник народного комісара легкої промисловості СРСР.
У січні 1939 — 17 квітня 1940 року — заступник народного комісара текстильної промисловості СРСР.
17 квітня 1940 — 23 травня 1945 року — народний комісар текстильної промисловості СРСР.
У 1941 році закінчив вечірнє відділення Всесоюзної промислової академії легкої індустрії в Москві, за фахом інженер-технолог.
У травні 1945 — 1948 року — заступник народного комісара (з березня 1946 року — міністра) текстильної промисловості СРСР.
У 1948—1953 роках — заступник міністра легкої промисловості СРСР.
У березні — серпні 1953 року — заступник міністра легкої і харчової промисловості СРСР.
У серпні 1953 — вересні 1955 року — заступник міністра промисловості товарів широкого споживання СРСР.
У вересні 1955 — травні 1956 року — заступник міністра текстильної промисловості СРСР.
У травні 1956 — вересні 1957 року — заступник міністра легкої промисловості СРСР.
У вересні 1957—1961 роках — начальник управління бавовняної промисловості Ради народного господарства Московського обласного економічного району.
З 1961 року — персональний пенсіонер союзного значення в Москві.
Помер 1 травня 1962 року. Похований на Новодівочому цвинтарі Москви.

## Звання
- інтендант 1-го рангу (1938)

## Нагороди
- два ордени Леніна (7.04.1939,)
- медалі